# Wink Memories 1988-1996
Albums de Wink
Reminiscence
(1995) Jam the Wink
(1996)
Wink Memories 1988-1996 (titre inscrit en majuscules directement sur le double-boitier) est un double-album compilation de tous les singles de Wink, sorti en 1996.

## Présentation
L'album sort le 25 mars 1996 au Japon sous le label Polystar, quatre mois seulement après la précédente compilation similaire du groupe, Reminiscence. Il sort peu après l'annonce de l'arrêt des activités du groupe, dont c'est donc l'album d'adieu ; d'autres compilations et albums de remix sortiront cependant ultérieurement. Il atteint la 35e place de l'Oricon, et reste classé pendant trois semaines. Il sera ré-édité quinze ans plus tard, ressortant le 30 mars 2011.
C'est la septième compilation du groupe, en seulement cinq ans, après Wink Hot Singles (intégrale des singles d'alors) sorti fin 1990, Diamond Box fin 1991, Raisonné (intégrale des singles d'alors) fin 1992, Diary début 1994, Back to Front (intégrale des "faces B" des singles d'alors) début 1995, et donc Reminiscence fin 1995.
L'album contient sur deux disques et dans l'ordre chronologique tous les titres sortis en singles (face A) par le groupe durant son existence, dont Amaryllis et Angel Love Story ~Akiiro no Tenshi~ inédits en album original, incluant des reprises adaptées en japonais de chansons occidentales : Sugar Baby Love des Rubettes, Turn It Into Love (Ai ga Tomaranai) de Kylie Minogue, Boys Don't Cry (Namida wo Misenaide) de Moulin Rouge, Sexy Music de The Nolans, Where Were You Last Night (Yoru ni Hagurete) de Ankie Bagger, Voyage, voyage (Eien no Lady Doll) de Desireless, et Jive Into the Night de Green Olives.

## Liste des titres

### CD1
1. Sugar Baby Love
2. Amaryllis (アマリリス?)
3. Ai ga Tomaranai ~Turn It Into Love~ (愛が止まらない...?)
4. Namida wo Misenaide ~Boys Don't Cry~ (涙をみせないで...?)
5. Samishii Nettaigyo (淋しい熱帯魚?)
6. One Night in Heaven ~Mayonaka no Angel~ (... 真夜中のエンジェル?)
7. Sexy Music
8. Yoru ni Hagurete ~Where Were You Last Night~ (夜にはぐれて...?)
9. New Moon ni Aimashō (ニュー・ムーンに逢いましょう?)
10. Kitto Atsui Kuchibiru ~Remain~ (きっと熱いくちびる ～リメイン～?)
11. Manatsu no Tremolo (真夏のトレモロ?)
12. Haitoku no Scenario (背徳のシナリオ?)
13. Tsuioku no Heroine (追憶のヒロイン?)

### CD2
1. Matenrō Museum (摩天楼ミュージアム?)
2. Furimukanaide (ふりむかないで?)
3. Real na Yume no Jōken (リアルな夢の条件?)
4. Eien no Lady Doll (永遠のレディードール?)
5. Kekkon Shō Ne (結婚しようね?)
6. Sakihokore Itoshisa yo (咲き誇れ愛しさよ?)
7. Itsumademo Suki de Itakute (いつまでも好きでいたくて?)
8. Twinkle Twinkle (トゥインクル トゥインクル?)
9. Cherie Mon Cherie (シェリー モン シェリ?)
10. Watashitachi Rashii Rule (私たちらしいルール?)
11. Jive Into the Night ~Yaban na Yoru ni~ (JIVE INTO THE NIGHT ～野蛮な夜に～?) (HYPER EURO MIX)
12. Angel Love Story ~Akiiro no Tenshi~ (...〜秋色の天使〜?)